# Zgornje Hlapje
Zgornje Hlapje je naselje v Občini Pesnica.